# Henrysin (województwo lubelskie)
Henrysin – wieś w Polsce położona w województwie lubelskim, w powiecie chełmskim, w gminie Chełm.
W latach 1975–1998 miejscowość administracyjnie należała do województwa chełmskiego. Wieś stanowi sołectwo gminy Chełm. Według Narodowego Spisu Powszechnego (III 2011 r.) liczyła 103 mieszkańców i była 32. co do wielkości miejscowością gminy Chełm.
Wierni Kościoła rzymskokatolickiego należą do parafii Chrystusa Pana Zbawiciela w Podgórzu.

## Historia
Henrysin w wieku XIX  opisano w Słowniku jako folwark w ówczesnym powiecie chełmskim,  gminie Staw parafii Chełm. Folwark utworzono na gruntach wsi Nowosiółki po roku 1825.